# 狭山茶の放射能汚染問題
狭山茶の放射能汚染問題（さやまちゃのほうしゃのうおせんもんだい）とは、2011年3月11日発生の東北地方太平洋沖地震に起因して発生した福島第一原子力発電所事故によって漏れ出た多量の放射性物質がもたらした、食品の放射能汚染問題のうち、狭山茶に関するものである。

## 狭山茶の放射能汚染を巡る主な問題
1. 生産者、販売者にとって、他の農作物に比べ、茶の放射性物質の規制値が厳しすぎたこと
緑茶の暫定規制値については、検査時点について飲用茶、製茶、荒茶、生葉の各段階が考えられ、生葉より荒茶・製茶のほうが放射性物質の濃度は高くなる一方、製茶段階では湯で煎じて飲むという性質から、数分の一に濃度は下がる。しかし、荒茶での規制も行うこととされたため、他の農作物に比べて厳しすぎるとの声が産地から出た。2012年4月以降は、飲用茶は飲料水と同様の基準（飲用段階で10Bq/kg）に変更された。しかし、飲用段階で基準をクリアしていても、製茶段階で食品の新基準（100Bq/kg）のクリアを求める声がある。
2. 埼玉県におけるサンプル調査を経て知事による安全宣言がなされたあとに、国の調査で暫定規制値以上の商品が発見され、消費者に不信を招いたこと
埼玉県では一番茶・二番茶の検査を主産地である入間市、所沢市、狭山市、飯能市、日高市及び鶴ヶ島市産の荒茶数検体により調査を行い、安全宣言を出した。その後暫定規制値以上の製茶が見つかったが、新芽の製品の調査を行わなかったこと及び検査のサンプル数が少なかったことが原因である。
3. 放射性物質の検出の有無・多寡にかかわらず、消費者の狭山茶の買い控えが生じたこと
茶は嗜好品であり生活必需品ではないため購入しなくても困らないこと、及び、贈答用に使われることが多く、相手の気持を考えて送るのを控えがちであることが買い控えにつながった。また、暫定規制値未満であっても、不安を感じる消費者も多い

## 放射性物質検査結果
2011年産
| 発表日         | 実施主体                             | 概要 |
| -------------- | ------------------------------------ | --- |
| 2011年5月14日  | 埼玉県                               | 生茶葉・飲用茶各3検体（入間市、所沢市、狭山市で13日採取）を調査。生茶葉は暫定規制値を下回り、飲用茶は未検出。 |
| 2011年5月16日  | 東京都                               | 瑞穂町で栽培された生茶葉1検体、瑞穂町、武蔵村山市、東大和市で栽培された生茶葉を加工した荒茶を抽出した茶飲料3検体を検査、すべて暫定規制を下回る。 |
| 2011年5月19日  | 東京都                               | 瑞穂町、武蔵村山市、東大和市で栽培された生茶葉を加工した煎茶（仕上茶）を抽出した茶飲料3検体を検査、すべて暫定規制を下回る。 |
| 2011年5月23日  | 埼玉県                               | 飲用茶10検体（入間市、所沢市、狭山市、飯能市、日高市、鶴ヶ島市産を20日に抽出）を調査。いずれも暫定規制値を下回る。 |
| 2011年6月20日  | 埼玉県                               | 製茶（入間市、所沢市、狭山市、飯能市、日高市、鶴ヶ島市の茶商から20日採取）を調査。全ての検体で暫定規制値を下回る。 |
| 2011年7月12日  | 埼玉県                               | 二番茶の生茶葉4検体（入間市、所沢市、狭山市で11日採取）を調査。全ての検体で暫定規制値を下回る。 |
| 2011年7月13日  | 東京都                               | 東京都立農業高等学校食品科学科で栽培の生茶・製茶飲料及び製茶の安全性について検査したところ、一番茶生茶及び一番茶製茶について、暫定規制値を超える放射性セシウムが検出。同時に検査した製茶飲料及び追加検査した二番茶生茶については、暫定規制値を下回る。 |
| 2011年7月14日  | 東京都                               | 瑞穂町、青梅市で栽培された生茶葉を加工した荒茶と荒茶を抽出した荒茶飲料について検査、すべての検体について暫定規制値を下回る。 |
| 2011年7月15日  | 埼玉県                               | 二番茶の荒茶・飲用茶（入間市、所沢市、狭山市で13 - 14日採取）を調査。全ての検体で暫定規制値を下回る。 |
| 2011年7月29日  | たんぽぽ舎                           | OurPlanetTV発表。市民団体「たんぽぽ舎」が運営する放射能汚染食品測定室が、埼玉県産の狭山茶の煎茶（5月16日に狭山市内で採取）を調査。1319Bq/kg（セシウム134は359Bq/kg、セシウム137は960Bq/kg）の放射線セシウムを検出。 |
| 2011年9月2日   | 厚生労働省                           | 市販されている商品を買い上げて行う抜き打ち検査で埼玉県産の製茶5検体を検査したところ、3検体から暫定規制値を超える放射性セシウムが検出。 |
| 2011年9月5日   | 厚生労働省                           | 埼玉県産の製茶1検体から暫定規制値を超える放射性セシウムが検出。 |
| 2011年9月7日   | 埼玉県                               | 厚生労働省が実施した調査において、鶴ヶ島市及び日高市の茶商が製造した製品（製茶）から暫定規制値を超える放射性セシウムが検出されたことを受け、当該茶商の他の製品10検体について追加調査を実施。全ての検体で暫定規制値を下回る。 |
| 2011年9月9日   | 埼玉県                               | 小金井市（東京都）が実施した調査において製茶（入間市の茶商が製造）から、暫定規制値を超える放射性セシウムが検出される。埼玉県が当該茶商で製造する6銘柄について検査を行ったところ全ての検体で暫定規制値を下回る。 |
| 2011年9月9日   | 茶商自主検査                         | 敬老祝い品として所沢市へ出荷予定だった茶から9月7日暫定規制値を超える放射性セシウム（1,436Bq/kg）が検出、販売を自粛。 |
| 2011年9月9日   | 埼玉県                               | 厚生労働省が実施した調査において、暫定規制値を超える放射性セシウムが検出された製品（製茶）を製造した鶴ヶ島市の茶商が取り扱う他の製品3銘柄について調査。全ての検体で放射性セシウムが暫定規制値を下回る。該茶商が取り扱う県の調査を行った製品の出荷の自粛を解除。 |
| 2011年9月13日  | 埼玉県                               | 所沢市内の茶商の自主検査により暫定規制値を超える放射性セシウムが検出された問題で、所沢市からの依頼により埼玉県が調査。やはり、暫定規制値を超えたため、埼玉県は当該茶商に対して、当該製品及び平成23年に埼玉県内で生産された茶葉から製造された荒茶・製茶の出荷の自粛を要請。 |
| 2011年9月14日  | 埼玉県                               | 厚生労働省が実施した調査において、暫定規制値を超える放射性セシウムが検出された製品（製茶）を製造した川越市の茶商で製造する全銘柄について、川越市と県が調査。6検体中1検体で暫定規制値を超える放射性セシウムが検出。 |
| 2011年9月15日  | 埼玉県                               | 所沢市内の茶商による自主検査及び県の調査において、暫定規制値を超える放射性セシウムが検出された製茶を製造した茶商が取り扱っている製品5銘柄について県が調査を行ったところ、全ての検体で暫定規制値を下回る。 |
| 2011年9月21日  | 埼玉県                               | 厚生労働省が実施した調査において、暫定規制値を超える放射性セシウムが検出された製品（製茶）を製造した日高市の茶商に対し、当該茶商で製造する他の17銘柄について検査を行ったところ、全ての検体で暫定規制値を下回る。当該茶商に対する出荷の自粛を解除。 |
| 2011年9月27日  | 埼玉県                               | 鶴ヶ島市、日高市及び毛呂山町の製造者において、取り扱っている「若芽・早摘み」の18製品（銘柄）について検体を採取し、分析。4検体で暫定規制値を超える放射性セシウムが検出。当該製品の在庫品の廃棄及び回収を要請、暫定規制値を下回った製品については、出荷・販売の自粛要請を解除。 |
| 2011年10月5日  | 埼玉県                               | 検査で国の基準を下回った鶴ヶ島や日高など5市の12業者が生産した計58銘柄の出荷停止を解除。「検査済銘柄」と印刷された県作製のシールを貼って販売へ。 |
| 2011年10月12日 | 埼玉県                               | 若芽・早摘みの製品（16市町の140製造者から365の若芽・早摘みの製品）の調査の結果、14製品から暫定規制値を超える放射性セシウムが検出。 |
| 2011年10月17日 | 農協自主検査                         | いるま野農業協同組合（入間市）、狭山茶業農業協同組合（狭山市）が、自主検査で、両農協が製茶するなどした一番茶荒茶、二番茶荒茶合わせて9検体から、放射性セシウムが国の暫定規制値を超える濃度で検出されたと発表。埼玉県は、両農協に対し、これらの荒茶の出荷自粛や、製造された製品の回収を要請。 |
| 2011年10月18日 | 東京都                               | 若芽・早摘みの製茶（瑞穂町、青梅市、武蔵村山市、東大和市、あきる野市、国分寺市で栽培された生茶葉（若芽・早摘み）を使用した製茶30検体）の検査の結果、3検体で放射性セシウムが暫定規制値を上回る。 |
| 2011年10月19日 | 埼玉県                               | 「若芽・早摘み」以外の製品（製茶）（県内23市町、216業者で取り扱っている1081銘柄）を調査したところ、97銘柄で国の暫定規制値を超える放射性セシウムが検出。県は業者に製品の回収と廃棄を要請。 |
| 2011年10月27日 | 東京都                               | 10月18日に報道発表した東京狭山茶（製茶）の放射能検査において、暫定規制値を超過した製茶（若芽・早摘み）を生産した3事業者のうち2事業者（1業者は自家消費のため除外）について、当該事業者が既に自主検査した以外の全銘柄について、緊急検査を実施、すべての検体が暫定規制値を下回る。 |
| 2011年10月31日 | 埼玉県                               | 本年産の県産狭山茶を使用した飲用茶のペットボトルなど4商品の放射性物質の検査の結果、放射性セシウム、放射性ヨウ素ともすべて不検出。対象は新井園本店（所沢市）と森乳業（行田市）、広沢園（狭山市）が販売するペットボトルと紙パックの飲用茶。また、299Bq/kgから1989 Bq/kgの製茶5検体の抽出液の放射線値はすべて検出限界20ベクレル以下であったと発表。 |
| 2011年11月15日 | 茶商自主検査                         | 埼玉県茶業協会発表。県の調査を行わない茶商の自主検査の結果。暫定規制値を下回ったもののみの公表。基準値を超えたものは売っていないので示す必要がないとして、全データの公表は行わず。 |
| 2011年11月17日 | 埼玉県                               | 県の緊急調査 (9/20 - 10/19) 以降新たに製造された製品（銘柄）や、これまで県の調査に参加していない茶製造者の製品（銘柄）について、県内12市町、59の茶製造者で取り扱っている213銘柄の検体の検査の結果、放射性セシウムの暫定規制値を超えたものは1銘柄、規制値以下のものは212銘柄、超過した銘柄の割合は0.5%だった。 |
| 2011年12月1日  | 埼玉県                               | 県の緊急調査 (9/20 - 10/19) 及び前回の調査 (11/17) 以降に新たに製造された製品（銘柄）等について、県内6市、15の茶製造者で取り扱っている35銘柄の検体について、すべて放射性セシウムの暫定規制値以下だったと発表。 |
| 2011年12月15日 | 埼玉県                               | 前回の調査 (12/1) 以降に新たに製造された製品（銘柄）等について、県内4市町、10の茶製造者で取り扱っている22銘柄の検体を採取し、分析の結果、全ての検体が放射性セシウムの暫定規制値 (500Bq/kg) 以下。 |
| 2012年2月3日   | 埼玉県                               | 県内3市町、3茶製造者、3検体の新規銘柄を調査、全ての検体が暫定規制値以下。 |
| 2012年2月23日  | 埼玉県農林総合研究センター茶業研究所 | 狭山茶の茶葉に含まれる放射性セシウムの量の分析結果を公表。去年の検査で、国の暫定基準値の1キログラム当たり500ベクレルを超えた県内288か所の茶畑を対象に、去年10月から12月にかけて改めてサンプルを採って調べたところ、90%を超えるサンプルでは、1キログラム当たり80ベクレル以下で、全体でも500ベクレルを超えたものはなし。研究所の茶畑で時間ごとの変化を調べたところ、去年10月には1キログラム当たり71ベクレルだったのが、今月は21ベクレルと4ヶ月間で3分の1以下に減少。 |

2012年産
| 発表日        | 実施主体 | 概要 |
| ------------- | -------- | --- |
| 2012年4月27日 | 埼玉県   | 所沢市の工場から1検体、入間市の工場から1検体の荒茶を採取し検査。いずれも検出限界値未満。 |
| 2012年5月1日  | 埼玉県   | 狭山市産2検体、入間市産2検体の荒茶を検査。3検体が検出限界値未満、残り1検体も基準値を下回る。                                                                                                |
| 2012年5月2日  | 埼玉県   | 日高市産1検体、三芳町産1検体の荒茶を検査。いずれも検出限界値未満。 |
| 2012年5月7日  | 埼玉県   | 狭山市産8検体、鶴ヶ島市産1検体、ふじみ野市産3検体の荒茶を検査。10検体が検出限界値未満。残り2検体も基準値を下回る。                                                                          |
| 2012年5月8日  | 埼玉県   | 所沢市産12検体、狭山市産5検体、入間市産3検体、鶴ヶ島市産1検体の荒茶を検査。6検体が検出限界値未満。残り15検体も基準値を下回る。                                                              |
| 2012年5月9日  | 埼玉県   | 所沢市産5検体、狭山市産2検体、入間市産2検体、三芳町産2検体の荒茶を検査。4検体が検出限界値の未満。残り7検体も基準値を下回る。                                                                |
| 2012年5月10日 | 埼玉県   | 所沢市産2検体、飯能市産1検体、狭山市産5検体、入間市産3検体の荒茶を検査。1検体が検出限界値未満。残り10検体も基準値を下回る。                                                                 |
| 2012年5月11日 | 埼玉県   | 所沢市産3検体、狭山市産3検体、入間市産4検体、日高市産1検体の荒茶を検査。6検体が検出限界値未満。残り5検体も基準値を下回る。                                                                  |
| 2012年5月14日 | 埼玉県   | 所沢市産7検体、飯能市産4検体、狭山市産2検体、入間市産6検体、鶴ヶ島市産1検体、川越市産1検体の荒茶を検査。3検体が検出限界値未満、残り18検体も基準値を下回る。                                 |
| 2012年5月15日 | 埼玉県   | 所沢市産1検体、飯能市産6検体、狭山市産10検体、入間市産7検体、鶴ヶ島市産1検体の荒茶を検査。9検体が検出限界値未満、残り16検体も基準値を下回る。                                               |
| 2012年5月16日 | 埼玉県   | 所沢市産4検体、狭山市産3検体、入間市産7検体、鶴ヶ島市産1検体の荒茶を検査。2検体が検出限界値未満、残り13検体も基準値を下回る。                                                               |
| 2012年5月17日 | 埼玉県   | 川越市産3検体、所沢市産1検体、狭山市産1検体、入間市産12検体の荒茶を検査。2検体が検出限界値未満、残り15検体も基準値を下回る。                                                                |
| 2012年5月18日 | 埼玉県   | 所沢市産4検体、入間市産11検体、ふじみ野市産1検体の荒茶を検査。1検体が検出限界値未満、残り15検体も基準値を下回る。                                                                           |
| 2012年5月21日 | 埼玉県   | 所沢市産14検体、狭山市産1検体、入間市産9検体、新座市産1検体、坂戸市産3検体、鶴ヶ島市産2検体の荒茶を検査。2検体が検出限界地未満、残り28検体も基準値を下回る。                                |
| 2012年5月21日 | 東京都   | 青梅市産2検体、瑞穂町産4検体、武蔵村山市産3検体、東大和市産3検体、国分寺市産1検体を検査。すべての検体が基準値を下回る。                                                                     |
| 2012年5月22日 | 埼玉県   | 所沢市産3検体、狭山市産2検体、入間市産3検体の荒茶を検査。2検体が検出限界値未満、残り6検体も基準値を下回る。                                                                                 |
| 2012年5月23日 | 埼玉県   | さいたま市産1検体、所沢市産1検体、入間市産4検体、日高市産2検体、小鹿野町3検体、長瀞町産2検体の荒茶を検査。1検体が検出限界値未満、残り12検体も基準値を下回る。                               |
| 2012年5月23日 | 埼玉県   | 製造工場が狭山市3検体、入間市3検体の流通品を検査。いずれも検出限界値未満。。 |
| 2012年5月24日 | 埼玉県   | 所沢市産1検体、入間市産1検体、三芳町産1検体、横瀬町産3検体の荒茶を検査。1検体が検出限界値未満、残り5検体も基準値を下回る。                                                                  |
| 2012年5月25日 | 埼玉県   | 川越市産1検体、所沢市産1検体、入間市産6検体、秩父市産3検体を検査。2検体が検出限界地未満、その他9検体も基準値を下回る。                                                                      |
| 2012年5月28日 | 埼玉県   | 所沢市産2検体、春日部市産1検体、日高市産1検体、入間市産1検体、久喜市産1検体、ときがわ町産3検体、東秩父村産2検体、白岡町産1検体を検査。2検体が検出限界地未満、その他10検体も基準値を下回る。 |
| 2012年5月28日 | 東京都   | 青梅市産2検体、瑞穂町産4検体、武蔵村山産3検体、あきる野産3検体の荒茶を検査。2検体が検出限界値未満、その他10検体も基準値を下回る。                                                           |
| 2012年5月29日 | 埼玉県   | 入間市産4検体、長瀞町産1検体を検査。2検帯が検出限界値未満、その他3検体も基準値を下回る。 |
| 2012年5月30日 | 埼玉県   | 飯能市産1検体、入間市産1検体、東秩父村1検体を検査。1検体が検出限界値未満、その他2検体も基準値を下回る。                                                                                     |
| 2012年5月30日 | 埼玉県   | 製造工場が狭山市7検体、入間市3検体の流通品を検査。8検体が検出限界値未満、その他も基準値を下回る。                                                                                           |
| 2012年6月1日  | 埼玉県   | 川越市産1検体、熊谷市産1検体を検査。1検帯は検出限界値未満、もう1検体も基準値を下回る。 |
| 2012年6月4日  | 東京都   | 青梅市産4検体、瑞穂町産4検体を検査。いずれも基準値を下回る。 |
| 2012年6月4日  | 埼玉県   | 皆野町産3検体、所沢市産1検体を検査。1検体が検出限界値未満、その他3検体も基準値を下回る。 |
| 2012年6月12日 | 埼玉県   | 毛呂山町産3検体を検査。いずれも基準値を下回る。 |
| 2012年6月15日 | 埼玉県   | 製茶工場が狭山市3検体、鶴ヶ島市4検体、ふじみ野市3検体の流通品を検査。8検体が検出限界値未満、その他も基準値を下回る。                                                                        |

| 2012年6月29日 | 埼玉県 | ふじみ野市産1検体を検査。検出限界値未満。                                                                                        |
| 2012年7月6日  | 埼玉県 | 所沢市産1検体、入間市産7検体、坂戸市産3検体、日高市産1検体、三芳町産1検体を検査。4検体が検出限界値未満、その他も基準値を下回る。 |
| 2012年7月13日 | 埼玉県 | 所沢市産5検体、狭山市産6検体、鶴ヶ島市産3検体、日高市産1検体を検査。6検体が検出限界値未満、その他も基準値を下回る。              |
| 2012年7月20日 | 埼玉県 | 川越市産2検体、飯能市産2検体、日高市産1検体を検査。2検体が検出限界値未満、その他も基準値を下回る。                               |

2013年産
| 発表日        | 実施主体 | 概要 |
| ------------- | -------- | --- |
| 2013年4月26日 | 埼玉県   | 狭山市産2検体の荒茶浸出液を検査。検出限界値未満。 |
| 2013年5月2日  | 埼玉県   | 狭山市産3検体、鶴ヶ島市産・ふじみ野市産各1検体の荒茶浸出液を検査。いずれも検出限界値未満。                                                                       |
| 2013年5月10日 | 埼玉県   | 狭山市産1検体の荒茶浸出液を検査。検出限界値未満。 |
| 2013年5月17日 | 埼玉県   | 狭山市産6検体、入間市産7検体、日高市産・ふじみ野市産各1検体の荒茶浸出液を検査。入間市産1検体から基準値を下回る放射性セシウム137を検出。その他は検出限界値未満。  |
| 2013年5月24日 | 埼玉県   | 川越市産3検体、飯能市産3検体、春日部市産・新座市産各1検体、坂戸市産3検体、日高市産2検体、白岡市産・毛呂山町産各1検体の荒茶浸出液を検査。いずれも検出限界値未満。 |

2014年産
| 発表日        | 実施主体 | 概要 |
| ------------- | -------- | --- |
| 2014年5月14日 | 埼玉県   | 春日部市産1検体、狭山市産6検体、ふじみ野市産1検体の荒茶浸出液を検査。いずれも検出限界値未満。                                                                                                |
| 2014年5月23日 | 埼玉県   | 川越市産1検体、所沢市産6検体、飯能市産・久喜市産・坂戸市産・日高市産・白岡市産各1検体の荒茶浸出液を検査。いずれも検出限界値未満。                                                            |
| 2014年5月30日 | 埼玉県   | さいたま市産1検体、秩父市産1検体、入間市産7検体、新座市産・鶴ヶ島市産・三芳町産・毛呂山町産・ときがわ町産・横瀬町産・長瀞町産・小鹿野町産各1検体の荒茶浸出液を検査。いずれも検出限界値未満。 |
| 2014年6月6日  | 埼玉県   | 本庄市産・皆野町産・東秩父村産各1検体の荒茶浸出液を検査。いずれも検出限界値未満。 |
| 2014年6月13日 | 埼玉県   | 熊谷市産1検体の荒茶浸出液を検査。検出限界値未満。 |
| 2014年6月27日 | 埼玉県   | 川越市産1検体の荒茶浸出液（二番茶）を検査。検出限界値未満。 |
| 2014年7月4日  | 埼玉県   | 狭山市産・ふじみ野市産・三芳町産各1検体の荒茶浸出液（二番茶）を検査。検出限界値未満。 |
| 2014年7月11日 | 埼玉県   | 所沢市産・飯能市産・坂戸市産・鶴ヶ島市産・日高市産各1検体の荒茶浸出液（二番茶）を検査。検出限界値未満。                                                                                      |
| 2014年7月18日 | 埼玉県   | 入間市産1検体の荒茶浸出液（二番茶）を検査。検出限界値未満。 |

## 巷の批判
- 2012年12月 - 入間市内の小中学校で検査済み狭山茶のパウダーによるうがいを実施することについて、基準値未満であってもセシウムが検出されているお茶によるうがいについて批判の声があがる[78]。のちに、市教育委員会は実施を取りやめ。
- 2012年2月 - 埼玉県茶業協会が11月15日に公表した自主検査の結果において規制値を超過した銘柄を公表しなかったことについて、県の指導後も未だに公表していないという事後報道[79]により、協会に対する不信感の声があがる。

## 茶商の被害
- 2011年9月30日 - 入間市宮寺の製茶販売業「橋本園」がさいたま地裁川越支部に自己破産を申請[80]。
- 2011年11月30日 - 狭山市入曽の町田園が閉店[81]。

## 汚染問題への対応

### 国の対応
| 日付           | 所管       | 概要 |
| -------------- | ---------- | --- |
| 2011年4月10日  | 厚生労働省 | 医薬食品局食品安全部監視安全課から14都県あて「お茶（生茶葉）の放射性物質検査の実施について（依頼）」通知。※お茶（生茶葉）のモニタリング検査の強化を依頼。神奈川県産のお茶（生茶葉）から暫定規制値を超過する放射性物質が検出されたことを受け通知したもの。 |
| 2011年5月16日  | 厚生労働省 | 医薬食品局食品安全部監視安全課が14都県に「食品中の放射性物質検査の実施について（依頼）」を通知。※生茶葉からの放射性セシウムの継続した検出を踏まえ、荒茶についても検査を実施し、暫定規制値（500Bq/kg）を超えるものが流通しないよう対応することを依頼。 |
| 2011年6月2日   | 厚生労働省 | 医薬食品局食品安全部監視安全課から12都県あて「茶の放射性物質検査の実施について（依頼）」通知。※原子力災害対策本部において「荒茶」及び「製茶」についても暫定規制値を超えないよう管理をすることが示され、一部の地域に出荷制限の指示があったため、市町村単位での出荷制限が可能なことを考慮し、荒茶に対しても計画的に検査をすること等を依頼したもの。お茶については、荒茶・製茶段階においても500Bq/kgの暫定規制値で規制することが確定。 |
| 2011年6月2日   | 農林水産省 | お茶の放射性セシウムの検出問題への対応及びお茶の放射性セシウムの実態に関する調査結果をとりまとめる。 |
| 2011年6月29日  | 農林水産省 | 生産局長が各地方農政局長宛に、「お茶に含まれる放射性セシウム濃度の低減に向けた対応について」を通知。 |
| 2011年7月11日  | 農林水産省 | 平成23年の二番茶以降の新芽の放射性セシウムを暫定規制値以下に抑えるための茶園の汚染程度に応じた剪枝方法の妥当性を検証するための「茶樹放射性物質影響軽減剪枝技術実証事業」の事業実施主体を公募。 |
| 2011年11月24日 | 厚生労働省 | 薬事・食品衛生審議会食品衛生分科会放射性物質対策部会において、茶の規制値を飲用水と同じにする食品区分案が示される。 |
| 2011年12月22日 | 厚生労働省 | 薬事・食品衛生審議会食品衛生分科会放射性物質対策部会において、茶は原材料の状態では基準値の適用対象とせず、製造、加工後飲む状態で飲料水の基準値を適用することがまとまる。新基準は10Bq/kg。 |
| 2011年12月27日 | 厚生労働省 | 食品に含まれる放射性セシウムの新基準値案について、放射線障害の防止を検討する文部科学省の放射線審議会に諮問。 |
| 2012年2月16日  | 文部科学省 | 放射線審議会が、食品の放射性セシウムの濃度は十分に低く、（新基準値が）放射線防護の効果を高める手段にはなりにくい」との批判的な意見書を付けつつ、新基準を認める答申。 |
| 2012年2月24日  | 厚生労働省 | 薬事・食品衛生審議会が、放射性セシウムの新基準値を決定。 |
| 2012年3月15日  | 厚生労働省 | 医薬食品局食品安全部長が都道府県知事等に対し「乳及び乳製品の成分規格等に関する省令の一部を改正する省令、乳及び乳製品の成分規格等に関する省令別表の二の（一）の (1) の規定に基づき厚生労働大臣が定める放射性物質を定める件及び食品、添加物等の規格基準の一部を改正する件について」を通知。飲用に供するお茶は、飲用に供する状態で10Bq/kgの基準となる。 |
| 2012年3月15日  | 厚生労働省 | 医薬食品局食品安全部長が都道府県知事等に対し「食品中の放射性物質の試験法について」を通知。飲用に供する茶は、荒茶又は製茶10g以上を30倍量の重量の熱水（90℃）で60秒間浸出し、40メッシュ相当のふるい等でろ過した浸出液を測定試料とすることとされる。 |
| 2012年3月15日  | 厚生労働省 | 医薬食品局食品安全部基準審査課長が都道府県等衛生主管部長に対し「食品中の放射性物質の試験法の取扱いについて」を通知。飲用に供する茶の試験については、以下の「1」、「2」の場合、飲用に供する状態で10Bq/kgを下回ることが確認できるものであるため、試験法通知に基づく飲用に供する状態での検査を不要とする。「1」荒茶又は製茶に含まれる放射性セシウム濃度を、試験法通知で示した方法により測定した結果、200Bq/kg以下の場合、「2」荒茶又は製茶に含まれる放射性セシウム濃度を、平成24年3月1日付けの監視安全課事務連絡により示した「食品中の放射性セシウムスクリーニング法」の要件を満たした検査機器により測定した結果、150Bq/kg以下の場合。 |

### 埼玉県の対応
| 日付           | 概要 |
| -------------- | --- |
| 2011年5月17日  | 上田清司埼玉県知事が記者会見で、お茶の暫定規制値について、荒茶や生茶葉のセシウムを問題にするのではなく、いわゆる飲用茶の段階で判断すべきとの考えを示す。 |
| 2011年6月7日   | 上田埼玉県知事が6月2日付の荒茶段階の検査依頼通知が、重要な依頼文書なのに、「発信元：厚生労働省医薬食品局食品安全部監視安全課、宛先：埼玉県衛生主管部（局）」と、職名の表示がない担当課から担当課への事務連絡という形式であることに反発し、細川厚生労働大臣宛に、速やかに議論の経緯や、荒茶への暫定規制値適用の根拠を示した上で、貴職から当職あての文書により説明願いたい旨申し入れ。 |
| 2011年6月13日  | 上田埼玉県知事が記者会見で、6月10日細川厚生労働大臣から知事あての文書が届き、内容的には荒茶の基準についての説明は十分ではないが、正式な文書が来たと受け止め、検査の準備を進めるように指示したことを発言。 |
| 2011年7月15日  | 一番茶、二番茶とも、生茶、荒茶、飲用茶のいずれも暫定基準値を超えた検体がなかったことから、県は「埼玉のお茶は安全。安心して飲んでほしい」と安全宣言。 |
| 2011年9月14日  | 全銘柄の出荷停止を要請、サンプリング調査の実施を発表。埼玉県農林部が「狭山茶に係る今後の調査と安心の確保について」を発表。若芽・早摘みの製品をはじめ狭山茶の全銘柄について、埼玉県と（社）埼玉県茶業協会が合同で調査を実施し、安全性が確認されたもののみ市場に流通させる趣旨。また、「新芽」のうち、特に早い段階で摘み取られた「若芽・早摘み」で高い濃度となるとの知見がなく、特に「若芽・早摘み」製品に着目した調査は行わなかった。現時点から考えれば、あらゆる可能性を考慮した調査を行うべきであったと猛省をしている旨発表。 |
| 2011年9月15日  | 全銘柄のサンプル調査について、当初、茶商と農家から検体の茶葉の提出を受けるとしていた方法を撤回し、県職員が茶商に出向いて検体を任意に選び出す方法に変更することを決める。 |
| 2011年10月5日  | 埼玉県農林総合研究センター茶業研究所が「セシウム濃度低減に向けた茶園の管理指針」を発表。 |
| 2011年10月14日 | 埼玉県議会が「放射性物質による製茶の被害に対する早急な対策を求める意見書」を可決。 |
| 2011年11月31日 | 埼玉県農林総合研究センター茶業研究所が製茶から抽出した飲用茶の放射能調査結果についてを公表。 |
| 2012年1月7日   | 県茶業研究所で上田知事が狭山茶の生産者や地元の自治体の市長などと面会、「今後、生産者や地元の自治体と協力して安全性の確立に手を尽くし狭山茶ブランドを消費者にPRしていきたい」と話す。 |
| 2012年1月10日  | 埼玉県農林総合研究センター茶業研究所と農業支援課が「放射性セシウム濃度低減に向けた茶園の管理指針（第2報）」を発表。 |
| 2012年2月7日   | 上田埼玉県知事が記者会見で、全く問題ないということを確認した時点で、狭山茶についてその安全性のアピールをすべく、新年度にテレビCMなども含めた予算化をしている旨発表。 |
| 2012年2月22日  | 埼玉県農林総合研究センター茶業研究所と農業支援課が「放射性セシウム濃度低減に向けた茶園の管理指針（第3報）」を発表。 |
| 2012年2月23日  | 農林総合研究センター茶業研究所に、放射性物質測定機器（シンチレーション測定器）を導入したことを発表。 |
| 2012年3月15日  | 埼玉県農林総合研究センター茶業研究所と農業支援課が「放射性セシウム濃度低減に向けた茶園の管理指針（第4報）」を発表。 |
| 2012年3月22日  | 埼玉県と県茶道協会、県煎茶道連盟による「狭山茶を楽しむ集い」が、さいたま市浦和区の知事公館で開かれる。 |
| 2012年3月28日  | 上田埼玉県知事が記者会見で、新基準による調査を全茶工場を対象に荒茶段階で実施する予定であると発表。 |
| 2012年4月12日  | 埼玉県が、平成24年産については、荒茶を製造している県内約250工場を対象に各1検体以上を採取し検査することを茶業者に説明。 |
| 2012年4月24日  | 埼玉県が、平成24年産狭山茶について、厚生労働省が定めた新たな食品基準に則り、栽培段階、加工段階､流通・販売段階の3段階チェックにより、安全性の徹底を図ることを発表。 |
| 2012年4月24日  | 埼玉県が狭山茶「県産品」プレゼントキャンペーン（狭山茶を買って県産品を当てよう！）を実施。 |
| 2012年4月25日  | 埼玉県農林総合研究センター茶業研究所と農業支援課が「放射性セシウム濃度低減に向けた茶園の管理指針（第5報）」を発表。 |
| 2012年5月18日  | 県内各地で狭山茶の試飲・配布を行い、狭山茶の美味しさを伝える「狭山茶もてなし隊」を結成。 |
| 2012年5月18日  | 狭山茶をPRするポスターを制作。モデルに川口市出身の演出家・蜷川幸雄さんと55歳以上の団員による演劇集団「埼玉ゴールドシアター」等のメンバーを起用。 |
| 2012年5月20日  | 狭山茶PRのテレビコマーシャルを放送開始。山手線等の車内ビジョンでも放映。 |
| 2012年5月22日  | 西武ドームでの埼玉西武ライオンズ対読売ジャイアンツ戦に埼玉県がゲームスポンサーとなって「狭山茶応援スペシャルデー」を開催。 |
| 2012年5月26日  | 人気アニメ「フジログ」の主人公オサムと狭山茶をPRする埼玉県職員のやりとりを通じて”おいしい狭山茶”をPRするCMを作成、公開。声優に、県職員で市民ランナーの川内優輝さんを起用。 |

### 市等の対応
- 2011年9月16日 - 飯能市議会が内閣総理大臣及び関係大臣に対する「放射性物質による製茶の被害に対する早急な対策を求める意見書」を可決[121]。
- 2011年9月21日 - 所沢市議会が内閣総理大臣及び関係大臣に対する「放射性物質による製茶の被害に対する早急な対策を求める意見書」を可決[122]。
- 2011年9月21日 - 日高市議会が内閣総理大臣及び関係大臣に対する「放射性物質による製茶の被害に対する早急な対策を求める意見書」を可決[121]。
- 2011年9月22日 - 入間市議会が内閣総理大臣及び関係大臣に対する「放射性物質による製茶の被害に対する早急な対策を求める意見書」を可決[123]。
- 2011年9月22日 - 狭山市議会が内閣総理大臣及び関係大臣に対する「放射性物質による製茶の被害に対する早急な対策を求める意見書」を可決[124]。
- 2011年11月17日 - 狭山市議22人全員が、西武新宿線狭山市駅など3ヶ所の駅頭で、検査済みのお茶とビラを配り、安全性をPR[125]。
- 2011年11月27日 - 「もっと安心して狭山茶を飲もう！キャンペーン」（所沢青年会議所主催）が所沢市の西武鉄道所沢駅前で開催される[126]。
- 2011年12月16日・19日 - 入間市議会が市内の駅や大型商店前など8ヶ所で、放射性物質の検査済みシールを貼った煎茶パックを通行人に配布、安全性をPR[127]。
- 2012年4月17日 - 狭山茶生産農家を支援しようと、所沢市役所が、約2500人いる職員に呼び掛け、5月にも市場に出回る新茶を率先して購入する「応援プロジェクト」を始める[128]。
- 2012年6月7日 - 入間市や市茶業協会などが市庁舎市民ホールを訪れた住民らに新茶を振る舞い、狭山茶の安全性をPR[129]。

### 東電の対応
- 2011年11月14日 - 東京電力の皷紀男副社長が埼玉県庁に上田清司知事を訪れ、福島第一原発事故で狭山茶に出荷停止などの被害が出たことについて謝罪した上で、賠償する考えを表明[130]。
- 2011年11月18日 - 原発事故の影響による狭山茶の被害について、県内の茶業関係団体で作る「狭山茶振興対策協議会」（長峰宏芳会長）が、東京電力との初の補償交渉を入間市内で実施[131]。
- 2012年4月12日 - JAいるま野（埼玉県入間市）の宮岡宏太郎組合長が、東電への損害賠償請求額が業界全体で30億円に上るとの見通しを表明。茶業団体と東電との協議で、業者単位で損害賠償を請求する枠組みを決定。平成22年度の売上額から、原発事故の影響を受けた23年度の売上額を引き、その額の9割を請求額とすることに[132]。
- 2012年7月6日 - 東京電力福島第一原発事故で昨年、狭山茶から放射性物質が検出され売り上げが大幅に落ち込むなど被害が広がった問題で、東電が埼玉県内の茶商や生産者などに42億円の損害賠償を支払う見通しとなる[133]。
- 2012年7月30日 - 県内の茶業者らでつくる「狭山茶振興対策協議会」の長峰宏芳会長（県茶業協会会長）が、東京電力への最終的な損害賠償請求額が業界全体で約50億円に上ったことを表明[134]。

## リンク
- 農林水産省 東日本大震災に関する情報 > 消費・安全 > 茶について
- 農林水産省 東日本大震災に関する情報 > 生産関係 > お茶生産についてのQ&A
- 埼玉県「狭山茶の安全・安心」

## その他
- 2011年10月3日 - NHKテレビクローズアップ現代「安全を守れるか 食品の放射能検査」放送。自治体による検査体制のバラツキの例として、狭山茶9件の産地は埼玉県の入間、狭山、所沢、鶴ヶ島、日高などだが、このうち検査が行われているのは入間、狭山、所沢で、鶴ヶ島と日高は検査の対象外とされていた。その結果、市場に流通している狭山茶の一部から国の暫定基準値の2倍に及ぶ放射能が検出された、と報道[135]。